# Малярчук Михайло Васильович
Михайло Васильович Малярчук — начальник Військ зв'язку Збройних сил України — начальник Головного управління зв'язку та інформаційних систем Генерального штабу (2006—2010), заступник Міністра оборони України (2010—2011), генерал-лейтенант.